# حسن مظفر
حسن يوسف مظفر الغيلاني، من مواليد 26 يونيو 1980 في عمان، لاعب كرة قدم عماني سابق ويلعب مع نادي الاتفاق السعودي ومنتخب عمان لكرة القدم.
بدأ حسن مظفر مسيرته الكروية مع نادي العروبة العماني في عام 2000، ولعب معهم حتى عام 2005، ومنذ عام 2005 وهو يلعب مع نادي الأهلي القطري. ويلعب حاليا مع الاتفاق السعودي
و قد شارك حسن مع منتخب عمان لكرة القدم في كأس الخليج 2004، وفي كأس آسيا 2004، وكأس آسيا 2007.

## كأس الخليج 2004
و قد سجل هدف في مرمى منتخب الإمارات لكرة القدم.
لاعب في نادي الوحدة الإماراتي

## روابط خارجية
- حسن مظفر على موقع الاتحاد الدولي (مؤرشف)  (الإنجليزية)
- حسن مظفر على موقع قاعدة بيانات كرة القدم.إي يو (الإنجليزية)
- حسن مظفر على موقع ناشيونال فوتبول تيمز (الإنجليزية)
- حسن مظفر على موقع Soccerway.com (الإنجليزية)
- حسن مظفر على موقع كووورة